# 顏師古
顏師古（581年—645年），《旧唐书·卷七三·颜籀传》言其名籀，字师古；《新唐书·卷一百九十八·颜师古传》言其名师古，字籀。雍州京兆郡萬年縣（今陕西省西安市）人，祖籍琅邪郡临沂县（今山东省临沂市）。齊黃門侍郎顏之推之孫，唐代經學家、歷史學家。此外亦通音律，可能曾是《梅花三弄》的改編者。

## 生平
父亲为颜思鲁，母亲是殷英童的女儿。自小博覽群書，尤精訓詁。隋末仁壽年間由李綱薦舉為安養縣尉，唐初歷任朝散大夫、中書舍人、中書侍郎、秘書監、弘文館學士等。
貞觀四年（630年）唐太宗诏颜师古于秘书省，考定五經，確定楷體文字，撰成《五经定本》，房玄龄诸儒对此書大加论议，師古“辄引晋、宋已来古今本，随言晓答，援据详明，皆出其意表，诸儒莫不叹服”。後奉太子李承之命註釋《漢書》。顏師古注《漢書》時，曾指出二十七卷本“非今所有家語”。有專家指出顏師古偷竊叔父颜游秦的《漢書抉疑》来注《汉书》。貞觀十九年（645年），隨軍征遼東，途中病卒。

## 著作
- 《汉书注》
- 《急就章注》
- 《匡谬正俗》

## 家庭

### 子女
- 颜趋庭，职方郎中、吉州刺史
- 颜扬庭，蒋王侍读
- 颜光庭
- 颜颀（641年—677年），字女英，嫁通议大夫、麟台丞、建安县开国男殷仲容

## 延伸阅读
[在维基数据编辑]
 在维基文库阅读此作者作品
 《舊唐書·卷73》，出自刘昫《舊唐書》
 《新唐書/卷198》，出自《新唐書》